# Маурер, Дора
Дора Маурер (род. 11 июня 1937[…], Будапешт) — венгерская художница с более чем 50-летней карьерой. Она работает практически во всех сферах: от кино и фотографии до живописи, перформанса и скульптуры. В основном она добилась признания в 1970-х годах благодаря авангардным работам, в дальнейшем в работах Маурер проявились современные влияния. Её искусство основано на математических и сложных системных процессах. Большая часть работ Маурер посвящена теме показа зрителю вариантов и того, что зритель может с этими вариантами сделать. Многие из её работ разбивают простые действия, чтобы зритель действительно мог рассматривать произведение как движение, а не как фотографию движения. Кроме того, Дора Маурер была профессором факультета изящных искусств в Будапеште и куратором.

## Жизнь
Маурер обучилась на художника-графика в 1950-х годах. В 1970-х годах она начала заниматься фотографией и движущимися изображениями, часто сотрудничая с музыкантами. Также она вела творческие перформативные мастер-классы. Начиная с 1970-х годов, она создавала всё более геометрические и абстрактные рисунки и картины.
В 2019—2020 годах состоялась крупная ретроспективная выставка её работ в Современной галерее Тейт. Галерея White Cube начала выставлять Маурер в 2019 году. Её также представляет Карл Костял.

## Работы
В работах Доры Маурер появляются геометрические, математические и концептуальные системы. Дора Маурер исследует различные циклы показа таких вещей, как простые действия, чтобы зритель увидел её искусство как движение. Она просто даёт зрителю примеры того, что можно делать с разными объектами, чтобы заставить его задуматься о том, что бы сделал он. Все работы Маурер представляют собой геометрические композиции и узоры. Она очень методично использует композицию, изображения, линии, ширину линий, цвета, углы и многое другое. Некоторые из её самых известных работ сделаны из её квази-фотографий, её серии «Обратимые и изменчивые фазы движения» и её последней серии «Перекрытия».
Хотя Маурер утверждает, что её работы являются простыми примерами того, на что она способна, многие критики любят придавать им политический подтекст. В прошлом люди говорили, что её работы являются примером социалистического прошлого, в котором она выросла. Однако Маурер не считает свое искусство политическим и не учитывает эту идею при творчестве. Маурер говорит, что единственная причина, по которой люди называют её работу политической, заключается в том, что всё, что было сделано в то время, было политическим. Большая часть этой критики приписывается её работе, проделанной в 1960—1980-х годах.
Маурер начала разрабатывать сюрреалистические офорты в 1961 году, исследуя технические возможности этого материала. В 1969/1970 годах она начала создавать произведения, основанные на времени, в которых время, пространство и энергия влияют на событие. В экспериментальном фильме «Время» (1973—1980) она складывает белую ткань на чёрном фоне, делая её как можно меньше, всего за семь шагов. Поскольку само изображение делится пополам, затем делится на четыре и, наконец, на восемь, а этапы процесса складывания выполняются одновременно, белые поверхности ткани в некоторых местах сливаются, в результате чего образуется одно изображение.

## Выставки

### Персональные выставки
- Дора Маурер, Карл Костял, Лондон, 2015 г.[13]
- Музей Риттер — Снимки, 18 октября 2014 г. — 19 апреля 2015 г.
- 6 из 5, куратор Кэтрин Костял, White Cube Mason Yard, 24 мая 2016 г. — 9 июля 2016 г.[14]
- Дора Маурер, куратор Кэтрин Костял, White Cube, Бермондси, 12 сентября — 3 ноября 2019 г.[15]
- Современная галерея Тейт, 5 августа 2019 г. — 5 июля 2020 г.[8][16]
- Дора Маурер — SUMUS — Мы вместе, Де Аппель, Амстердам, 8 июля - 23 сентября 2023 г.[17]

### Групповые выставки
- Ради Пита. Карл Костял, Стокгольм, 2016 г.[18]